# 사샤 배런 코언
사샤 배런 코언(영어: Sacha Noam Baron Cohen, 1971년 10월 13일 ~ )은 잉글랜드의 배우, 코메디언, 작가, 프로듀서이다.

## 작품 목록
- 못말리는 알리 (2002) - 알리 G / 보랏 사그디예프 역
- 마다가스카 (2005) - 줄리언 13세 역 (목소리)
- 텔라데가 나이트 : 리키 바비의 발라드 (2006)
- 보랏: 카자흐스탄 킹카의 미국 문화 빨아들이기 (2006) - 보랏 사그디예프 역
- 스위니 토드: 어느 잔혹한 이발사 이야기 (2007)
- 마다가스카 2 (2008) - 줄리언 13세 역 (목소리)
- 브루노 (2009)
- 휴고 (2011)
- 독재자 (2012)
- 마다가스카 3: 이번엔 서커스다! (2012) - 줄리언 13세 역 (목소리)
- 레 미제라블 (2012) - M. 테나르디에 역
- 앵커맨 2: 전설은 계속된다 (2013)
- 그림스비 (2016)
- 거울 나라의 앨리스 (2016)
- 트라이얼 오브 더 시카고 7 (2020) - 애비 호프먼 역
- 보랏 속편 (2020) - 보랏 사그디예프 역